# Martin André Rosanoff
Martin André Rosanoff (Mykolaïv, 28 dicembre 1874 – Pittsburgh, 30 luglio 1951) è stato un chimico russo naturalizzato statunitense, studioso di chimica.
Nato a Mykolaïv (Nikolaev), Città dell'Ucraina, da Clara e Abraham Rosenberg,
suoi fratelli e sorella furono l’editore di Denver Joseph Rosenberg, lo psichiatra e studioso di psicosi Aaron Rosanoff e la matematica e scrittrice Lillian Rosanoff Lieber.
A New York, rivestì diversi ruoli professionali, come anche a Pittsburgh dove, presso il Mellon Institute of Industrial Research, fu nominato nel 1914 a presiedere la cattedra di ricerca in chimica pura recentemente lasciata da Willard Gibbs.
Noto specialmente per i suoi studi sulla configurazione dei carboidrati, Rosanoff in particolare sviluppò, insieme con il chimico tedesco Hermann Fischer, la "Fischer–Rosanoff convention", chiamata anche solo "Rosanoff convention", che specificò che l'enantiomero del gliceraldeide è d-form (chirale).